# Ben Carlin
Vous lisez un « bon article » labellisé en 2023.
Pour les articles homonymes, voir Carlin (homonymie).
Ben Carlin, né le 27 juillet 1912 à Northam en Australie-Occidentale et mort le 7 mars 1981 à Perth en Australie-Occidentale, est un aventurier australien qui est la première personne à faire le tour du monde à bord d'un véhicule amphibie.
Ben Carlin fréquente la Guildford Grammar School de Perth, puis après avoir travaillé comme fermier et mineur, il reprend des études de génie minier à la Kalgoorlie School of Mines. Toutefois, il les abandonne et travaille un temps dans les champs aurifères avant d'émigrer en Chine en 1939 pour travailler dans une mine de charbon britannique. Pendant la Seconde Guerre mondiale, il est affecté au corps des ingénieurs de l'armée indienne et sert en Inde, en Italie et dans tout le Moyen-Orient. Après sa démobilisation en 1946, il émigre aux États-Unis avec sa future épouse américaine, Elinore.
À la suite d'une idée qu'il a eue pendant son service militaire, il pense à traverser l'océan Atlantique à bord d'un Ford GPA modifié (une version amphibie de la Ford GPW Jeep). Avec sa femme, et sous l'influence de la presse, ils présentent cette traversée comme leur lune de miel. Ils baptisent le véhicule Half-Safe (« à moitié sûr » en français). Leur voyage commence à Montréal, au Canada et les Carlin achèvent finalement la traversée transatlantique en 1951, après plusieurs tentatives infructueuses. De là, ils voyagent en Europe et s'installent temporairement à Birmingham pour réunir plus d'argent. Le Half-Safe est entièrement désossé, réparé et amélioré. Le couple reprend son voyage en 1954, traversant le Moyen-Orient par voie terrestre avant d'arriver à Calcutta à l'été 1955. Face au tempérament violent de son mari et à son alcoolisme prononcé, Elinore repart aux États-Unis et divorce. Ben Carlin reprend alors le voyage avec de nouveaux partenaires. Il traverse l'Asie du Sud-Est et l'Extrême-Orient jusqu'à la pointe nord du Japon, puis l'Alaska. Après une longue tournée aux États-Unis et au Canada, il rentre à Montréal avec le Half-Safe, ayant parcouru plus de 17 000 km par mer et 62 000 km par terre en dix ans.
À la mort de Ben Carlin en 1981, le Half-Safe est acquis par la Guildford Grammar School, son ancienne école, où il est toujours exposé.

## Jeunesse et service militaire
Frederick Benjamin Carlin, dit Ben Carlin, nait le 27 juillet 1912 à Northam, en Australie-Occidentale, une ville située dans la Wheatbelt. Sa mère, Charlotte Amelia Bramwell, meurt alors qu'il a quatre ans,, et il est élevé par son père, Frederick Cecil Carlin, ingénieur électricien employé par les chemins de fer du gouvernement de l'Australie-Occidentale,.
À la suite du décès de sa mère, Ben Carlin est délaissé par sa famille, l'obligeant à être autonome dès son plus jeune âge. Il a très peur du noir et étant donné la différence d'âge importante avec son frère et sa sœur (Tom, né en 1901 et Jessie, née en 1904), ceux-ci comprennent difficilement sa phobie. Sa relation avec sa belle-mère est de plus conflictuelle et, à l'âge de onze ans, il est envoyé en pension à la Guildford Grammar School de Perth,. L'école « lui donne une structure, une identité, une base pour réussir ». Ben Carlin est décrit comme un enfant au caractère trempé et arrogant. Il la quitte en 1929 et s'inscrit à l'université d'Australie-Occidentale en faculté de droit, mais n'y reste qu'un an.
Avec son frère, Tom, ils récupèrent de l'argent de leur père et achètent chacun une ferme dans la Wheatbelt. Ben se joint à deux partenaires pour l'achat de sa ferme, mais ceux-ci l'abandonnent durant une nuit. Il quitte alors la ferme et n'y revient jamais. Il est ensuite engagé dans une exploitation minière, à Reedy, une petite ville située à 700 km de Perth, en Australie-Occidentale, région connue pour ses champs aurifères. Il s'agit d'un travail dangereux, de nombreux mineurs mourant régulièrement. Si Ben s'en sort bien, il se querelle néanmoins avec un autre mineur, et finit par être blessé au visage lors d'une altercation. Si l'affaire est classée sans suite, cet évènement montre le caractère bien trempé de Ben Carlin. Suspendu, il finit par déménager près de Kalgoorlie pour continuer son activité de mineur. En 1938, il se décide à reprendre des études et rejoint la Kalgoorlie School of Mines (actuel campus de l'université Curtin), où il étudie le génie minier. Il ne s'agit pas d'un diplôme prestigieux, mais les études permettent d'éviter le travail dangereux dans la mine, et espérer un poste à moindre risque une fois celles-ci terminées. Il quitte cependant l'école après un an, préférant passer son temps au bar. Son père finit par lui couper son soutien financier. Il s'agit d'une période assez trouble pour Ben, celui-ci étant pris dans des bagarres, l'alcoolisme et divers accidents, dont notamment en mars 1939 un accident impliquant deux cyclistes qu'il percute. Fin avril 1939, il se décide à rejoindre sa sœur Jess à Sydney. Ce qu'il y fait est inconnu, mais il finit par embarquer à bord d'un bateau vers le Pacifique, quittant l'Australie pour n'y revenir que 16 ans plus tard. Les archives nationales d'Australie n'ont cependant retrouvé aucune trace de lui dans les passagers au départ de Sydney. Il réapparait en août 1939 à Pékin, en Chine, où il travaille pour une société britannique d'extraction de charbon,,.
Lorsque la Seconde Guerre mondiale éclate en septembre, il souhaite s'engager, mais les volontaires ne sont pas acceptés en Asie, les Britanniques prétextant que la guerre en Europe sera finie le temps qu'il y arrive. Il finit par s'engager dans l'armée indienne britannique en octobre 1940. Avant de partir pour l'Inde, il épouse Gertrude Plath, une citoyenne allemande qui vit en Chine avec son oncle et sa tante. Le couple se marie le 20 avril 1940 à Tientsin,. Le mariage ne dure pas et après avoir émigré aux États-Unis en 1941, Gertrude demande le divorce à Reno en août de la même année,.
De son côté, après s'être enrôlé à Shanghai, Ben Carlin est affecté aux sapeurs de Madras (en), dans le corps des ingénieurs de l'armée indienne (en). En août 1941, il est promu second lieutenant, dans le cadre des nombreuses « commissions d'urgence » accordées au début du conflit. Pendant la guerre, Ben Carlin sert en Inde, en Irak, en Iran, en Palestine, en Syrie et en Italie et, à la fin du conflit, il est promu au grade de major,. Il ne voit jamais vraiment le combat, ce qui le désespère, lui qui se plaignait d'avoir raté la Première Guerre mondiale. Au printemps 1944, il rejoint le Special Operations Executive, une unité secrète britannique mais finalement, son travail ne consiste principalement qu'en de la logistique en Inde. Il termine la guerre au quartier général des ingénieurs. Il ne participe à aucun combat, ne tirant jamais avec son arme, et la fin de la guerre le laisse dépressif, ayant pas mal noyé ses envies de combat dans l'alcool.
En septembre 1945, il rencontre une infirmière de la Croix-Rouge américaine, Elinore Arone, originaire de Boston. Rapidement, le couple se forme et Elinore tombe enceinte début 1946. Elle avorte à Calcutta et part pour Shanghai, travailler pour l'administration des Nations unies pour le secours et la reconstruction. Ben Carlin n'a, à cette époque, pas encore remarqué le Ford GPA, véhicule amphibie utilisé par l'armée et qui change définitivement sa vie.

## Tour du monde

Carte du tour du monde de Ben et Elinore Carlin. Le voyage, avec le véhicule amphibie Half-Safe, débute en 1950 et se termine en 1958, après avoir parcouru plus de 17000 km par mer et 62000 km par terre. Elinore Carlin accompagne son mari jusqu'en Australie. Le trajet entre l'Inde et l'Australie (pointillé) s'effectue par bateau.

### LeHalf-Safeet les préparatifs

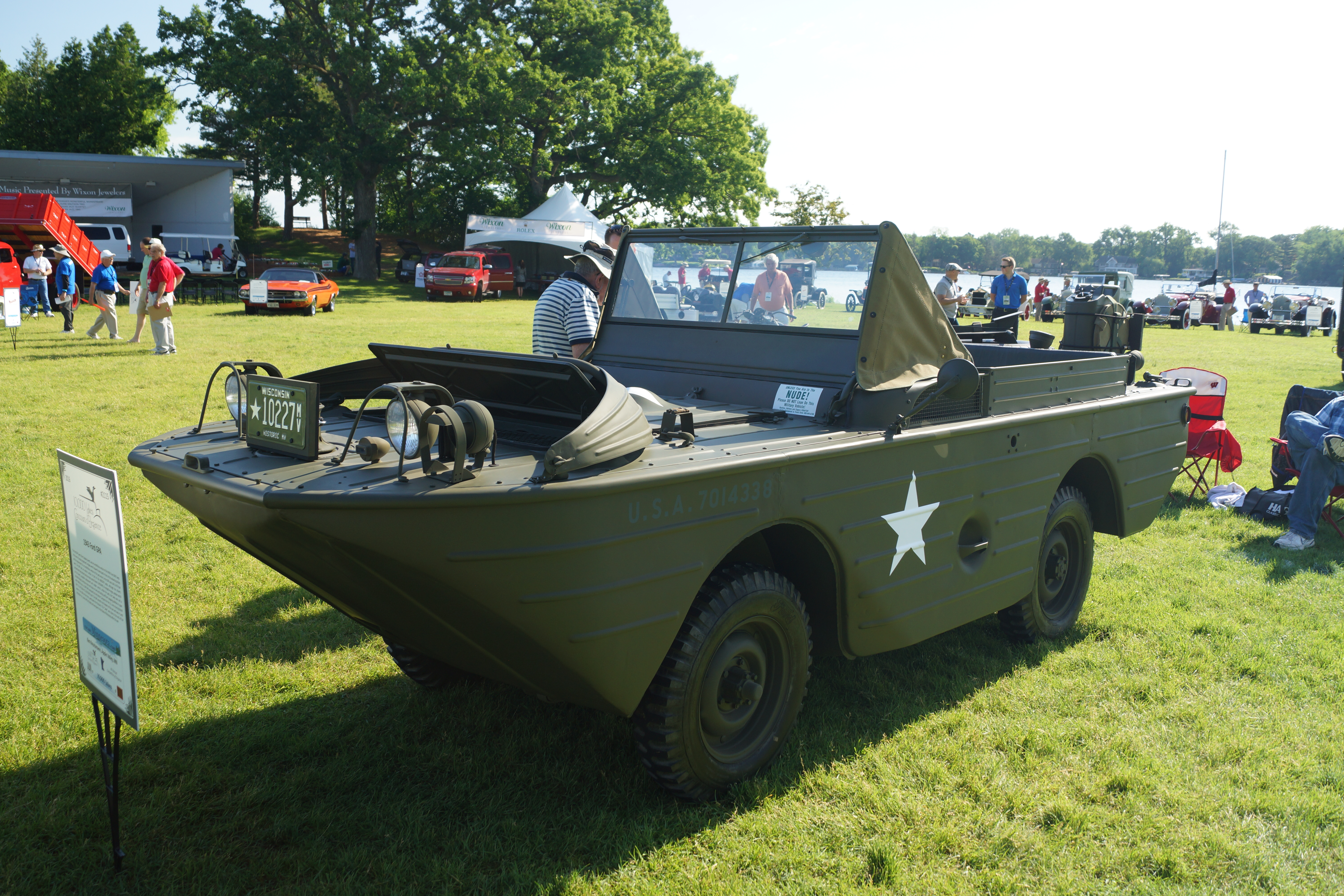
Ford GPA, véhicule amphibie que Ben Carlin découvrira en Inde et qu'il transformera pour son tour du monde.

Tout au long de la guerre, les Alliés utilisent plusieurs types de véhicules amphibies. L'un des plus utilisés est le Ford GPA, une version modifiée de la Ford GPW Jeep (également connue sous le nom de « Seep »). En Inde, vers la fin de la guerre, Ben Carlin remarque un GPA dans un parc de véhicules de l'armée sur la base aérienne de Kalaikunda. Sous les moqueries de ses collègues ingénieurs, il suggère que le véhicule pourrait être utilisé pour effectuer un tour du monde : « Avec un peu de motivation, on pourrait faire le tour du monde dans un de ces engins,,. » Cette idée lui reste dans la tête et après bien des difficultés, dont un déménagement aux États-Unis, Ben Carlin réussit à acheter un Ford GPA de 1942 (numéro de série 1239), lors d'une vente aux enchères organisée par le gouvernement à Washington, D.C., pour la somme de 901 dollars américains (soit l'équivalent de 11 808 dollars en 2022). Ce véhicule a été fabriqué à l'origine dans l'usine Ford de River Rouge, dans le Michigan, et fait partie des 12 778 véhicules construits durant la guerre. Ben Carlin tente d'abord de convaincre Ford de parrainer son projet de voyage, mais la société refuse, estimant que l'engin ne réussira pas le voyage,. Le Ford GPA est dans un piètre état, et de nombreuses réparations doivent être effectuées. De plus, le véhicule doit subir un certain nombre de modifications pour être en état de naviguer, notamment l'ajout d'une proue plus proche de celle d'un bateau, d'un gouvernail, d'une cabine plus grande et de deux réservoirs de carburant supplémentaires - l'un à la proue et l'autre sous le « ventre » de l'embarcation, à l'arrière. Une couchette est installée à l'intérieur de la cabine et le tableau de bord est modifié pour inclure des instruments d'avion, ainsi qu'une radio bidirectionnelle (comprenant un émetteur et un récepteur 19 postes). Au total, la longueur du bateau est augmentée d'un mètre (trois pieds) pour atteindre 5,5 m, et le volume de carburant passe de 45 L (12 gallons) à 760 L (200 gallons). Le réservoir de carburant d'une capacité de 1 200 L (322 gallons), placé sous le ventre du véhicule, peut être largué lorsqu'il est vide, ce qui réduit alors le poids total du véhicule à trois long ton (3 048 kg). Le navire est prénommé Half-Safe, d'après le slogan d'Arrid, une marque de déodorant - « Don't be half-safe - use Arrid to be sure » (« Ne soyez pas à moitié sûr - utilisez Arrid pour être sûr »). La presse nomme d'abord le véhicule « platypus » (ornithorynque en français), nom que Ben Carlin n'apprécie pas.
Sa future femme, Elinore ne participe aux premiers préparatifs. Alors toujours en Chine, elle n'apprend l'idée de Ben Carlin que lorsque le projet est bien avancé. Elle est de suite conquise par l'idée, mais Ben Carlin refuse qu'elle participe au voyage, prétextant qu'il s'agit d'« une aventure strictement masculine ».

### Échec des premières tentatives

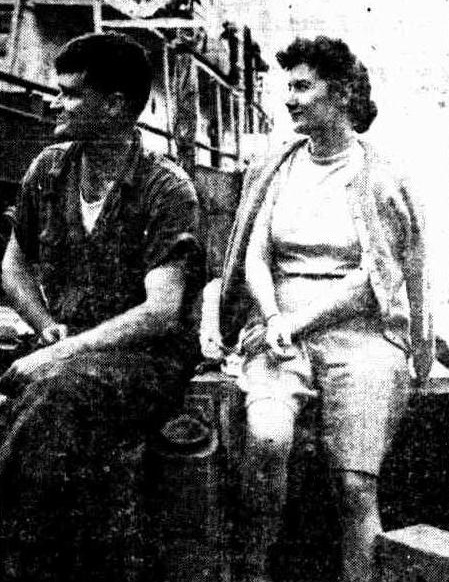
Les Carlin lors des premières étapes de préparation de leur voyage.

Ben Carlin commence à tester son embarcation en 1947 et rencontre des problèmes d'évacuation du monoxyde de carbone, la structure fermée du bateau pouvant augmenter les risques d'intoxication. Il décide de se rendre à New York pour les premiers tests. Il doit y mettre à l'eau le Half-Safe pour la première fois, avec l'intention de traverser l'Atlantique en passant par les Açores. Un essai est effectué au début du mois de janvier 1948, sous le regard d'une « foule de travailleurs sceptiques au bord de l'eau ».
Si Ben Carlin refuse au départ Elinore comme copilote, il finit par accepter, se rendant compte qu'un tel voyage ne peut s'effectuer seul. Elinore n'est donc pas une copilote « réticente » comme la presse a pu le déclarer à l'époque. Pour ce qui est de la navigation, Ben Carlin en apprend les bases en moins d'une semaine, grâce à un manuel.
La situation financière du couple est préoccupante et diverses solutions sont tentées pour financer le voyage. Ils acceptent l'offre d'un publiciste new-yorkais, et deviennent ambassadeurs de SAFE (Save A Friend in Europe), une organisation naissante qui envoie de la nourriture en Europe pour aider les populations ayant été touchées par la guerre. Pour des questions de perception du public, on leur demande de se marier, ce qu'ils font le 8 juin 1948.
La première tentative du couple pour effectuer la traversée transatlantique a lieu le 16 juin 1948, au départ du port de New York. Encouragés par « une centaine de dockers stupéfaits », ils sont d'abord emportés vers l'amont par une forte marée, puis se dirigent vers l'Atlantique à une vitesse de cinq nœuds. Les Carlin ne réussissent pas à maintenir le contact radio, ce qui déclenche les recherches des garde-côtes américains. Le couple rencontre des problèmes de gouvernail, ce qui rend le bateau incapable de se diriger en mer à moins que la barre ne soit constamment tenue par un homme. De plus, la Jeep supporte mal l'océan, la structure souffrant énormément. Ben et Elinore décident de faire demi-tour et reviennent à terre cinq jours après leur départ. Les Carlin entament leur deuxième voyage le 3 juillet, mais sont à nouveau contraints de regagner la côte quelques jours plus tard, cette fois après avoir failli être asphyxiés à cause d'une fissure dans le tuyau d'échappement,.

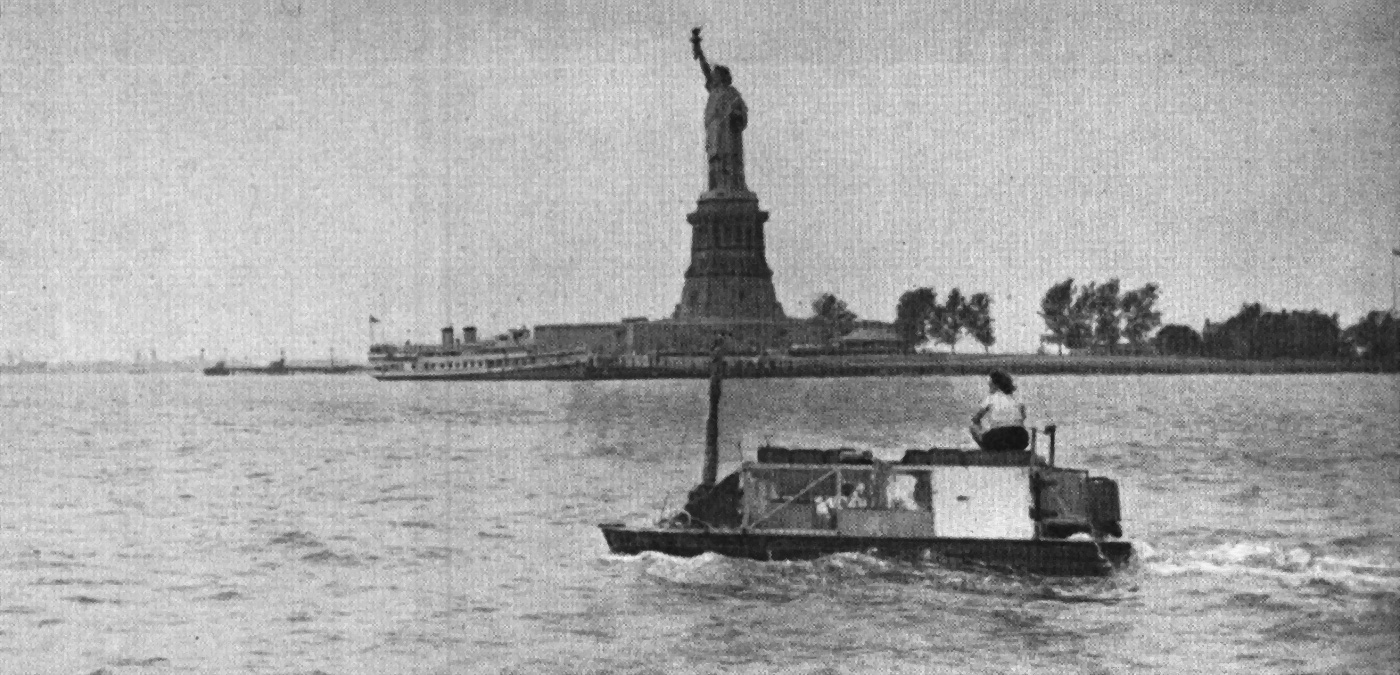
Ben et Elinore Carlin devant la statue de la Liberté dans le port de New York, lors d'une de leurs premières tentatives de traversée de l'Atlantique en 1948.

Une troisième tentative a lieu à la fin du mois de juillet, mais elle n'est pas couronnée de succès en raison des problèmes mécaniques et du mal de mer dont souffrent les Carlin,. Le couple repart pour la quatrième fois au début du mois d'août, sans publicité, et progresse, puisqu'ils sont aperçus plusieurs jours après leur départ par cinq destroyers américains à près de 320 km au large de New York,. L'USS Robert L. Wilson les contacte, mais le couple refuse son aide. Cependant, le couple perd rapidement le contact radio, ce qui incite la Pan American Airways et la Trans World Airlines à ordonner à ses équipages de partir à la recherche du véhicule,. La météo se dégrade et les conditions à bord sont difficiles, Elinore souffrant fortement du mal de mer. Les provisions diminuent rapidement, Ben Carlin se rendant compte qu'il a mal évalué les besoins. Finalement, sept jours après le début du voyage, un roulement d'hélice se soude par manque de lubrification, laissant le navire dériver sans but pendant dix jours supplémentaires. Le Half-Safe et les Carlin sont secourus à environ 430 km de New York par le pétrolier New Jersey, à destination de Halifax, en Nouvelle-Écosse. Selon un message radio envoyé par Ben Carlin depuis le pétrolier à ses amis de New York, le couple « dérivait et pêchait », profitant d'une « vie agréable, moins chère qu'à Atlantic City ». Au moment du sauvetage du couple, celui-ci envisage d'abandonner le voyage, mais est convaincu de continuer par le capitaine norvégien du pétrolier, qui accueille les Carlin avec ces mots : « Bon sang, vous n'allez pas laisser traîner cette foutue Jeep, ?! »

### Traversée transatlantique

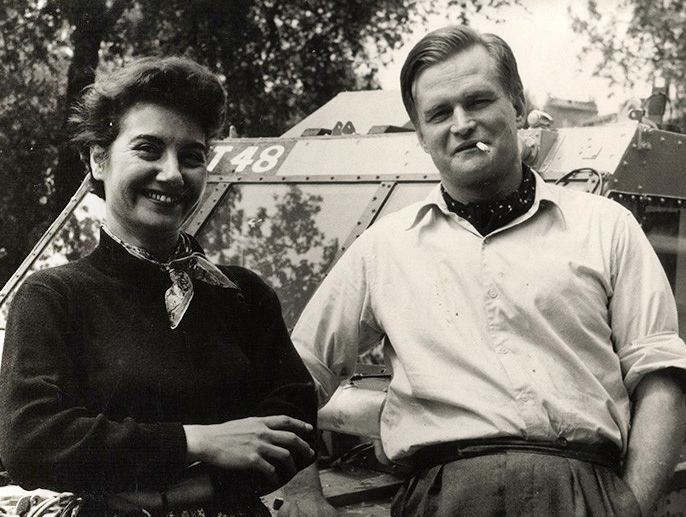
Elinore et Ben Carlin en 1948, à Montréal.

Cette quatrième tentative ratée conduit les Carlin à abandonner le projet pendant un certain temps afin de trouver plus d'argent. Le New Jersey arrive à Montréal deux semaines après le sauvetage et Ben Carlin prend un poste dans une entreprise de renflouement à Halifax, tandis que sa femme retourne auprès de sa famille à New York et travaille dans un cabinet d'avocats,. Une dernière tentative est envisagée en novembre 1948, mais reportée en raison de l'approche de l'hiver. Montréal est désormais considéré comme leur point de départ et Halifax comme le point d'entrée dans l'océan Atlantique, réduisant la distance avec l'Europe. Au milieu de l'année 1949, le couple commence à le préparer pour une nouvelle tentative de traversée. Les essais effectués à la fin du mois d'août révèlent un embrayage défectueux, qui est réparé, et Ben Carlin reconnaît la nécessité de disposer d'une plus grande quantité de carburant. Pour l'obtenir, deux réservoirs de carburant sont attachés derrière le Half-Safe, peints en jaune vif pour faciliter la visibilité depuis le ciel. D'autres modifications sont apportées à la superstructure de l'embarcation et des gouvernails stabilisateurs supplémentaires sont ajoutés. Les Carlin repartent au début du mois de septembre 1949. Alors que le navire se trouve à 56 km de la côte, les deux réservoirs de carburant auxiliaires sont perdus, ce qui les oblige à retourner à Halifax,. Ben Carlin manque de décider d'abandonner le voyage et de liquider le Half-Safe, mais sa femme le convainc de continuer.
Au cours des six mois suivants, les Carlin apportent à nouveau des modifications à la Jeep, la plus importante étant l'installation d'un grand réservoir spécialement conçu pour être remorqué derrière l'embarcation. La capacité totale de carburant du Half-Safe est ainsi portée à 3 300 L (750 gallons), le bateau transportant également 136 L (30 gallons) d'eau, 36 L (8 gallons) d'huile et six semaines de provisions. Pour avoir des fonds, Ben Carlin rejoint l'équipage du MV Armoricain et se forme rapidement, notamment sur l'entretien des moteurs.
Le couple quitte Halifax le 19 juillet 1950. Après un voyage de 32 jours, le couple arrive à Flores, l'île la plus à l'ouest des Açores. Le voyage ne s'est cependant pas déroulé sans encombre : Ben Carlin a dû démonter la culasse à plusieurs reprises pour nettoyer le carbone des soupapes et remplacer le joint de culasse, et le couple a perdu le contact radio à mi-parcours, ce qui a fait craindre qu'ils ne se soient perdus en mer. Le carburant doit également être régulièrement transvasé du réservoir remorqué vers le Half-Safe, obligeant Ben Carlin à plonger à l'eau et Elinore à surveiller l'opération. Le couple décide de larguer, une fois vide, le réservoir sous le véhicule. L'opération tourne mal et manque de faire chavirer le Half-Safe. Finalement, Ben Carlin plonge et coupe les derniers liens. La vie à bord est monotone et le confort très sommaire (l'environnement salé leur crée des plaies à vif). Le couple parle peu et Ben Carlin lit et se passionne pour l'expédition entreprise par Thor Heyerdahl avec le Kon-Tiki.

Le débarquement est bien accueilli et le magazine Life consacre à la traversée un article de plusieurs pages plus tard dans l'année, dans lequel figurent également de nombreuses photographies des Carlin. Néanmoins, la presse avait été nettement moins enthousiaste lors de leur départ que lors des premiers essais. En atteignant les Açores, et montrant que telle traversée est possible, le battage médiatique reprend.
Le couple quitte Flores le 26 août et se rend à Horta sur l'île de Faial, soit à une distance de 240 km,. Après avoir navigué entre les îles des Açores et effectué quelques réparations, ils quittent la région en novembre et se dirigent vers Madère. La traversée est difficile, le mauvais temps rendant la mer agitée et le couple malade. Le vent empêche un contrôle optimal de l'embarcation et la structure souffre, avec de nombreuses fuites. Ils finissent même par perdre la remorque de carburant, heureusement presque vide. Ben Carlin doit également réparer le moteur en pleine tempête. La météo ne s'améliorant pas, le couple décide finalement d'appeler à l'aide, sur la fréquence de détresse. Heureusement la tempête, dont les vents ont atteint les 130 km/h, passe et le Half Safe se retrouve sur une mer calme. Néanmoins, le couple ne peut rejoindre Madère avec le carburant restant. Un croiseur portugais de passage, le Flores, les ravitaille et ils peuvent reprendre leur route,. Ils atteignent Madère le 11 décembre 1950. Alors qu'il est initialement prévu que le couple se rende directement à Lisbonne, il choisit plutôt de se diriger vers le Maroc en passant par les îles Canaries, et débarque à Cap Juby, dans le territoire espagnol du Rio de Oro, le 23 février 1951. Cette arrivée en Afrique est relativement discrète dans les journaux, notamment car l'arrivée aux Açores marquait déjà la réussite de l'entreprise et la géopolitique, notamment la guerre de Corée, était à la une.
De Cap Juby, les Carlin traversent les régions côtières du Maroc en direction de l'Europe. Les températures diurnes élevées, qui atteignent 77 °C dans l'habitacle du véhicule, nécessitent que le Half-Safe soit conduit exclusivement de nuit. Le véhicule atteint Casablanca, au Maroc français, le 14 mars 1951. Les Carlin ont des problèmes financiers, mais à Rabat, ils parviennent à récupérer un peu d'argent en faisant payer la visite du Half-Safe. Ils atteignent le territoire britannique de Gibraltar à la mi-avril, après avoir traversé le détroit en six heures,. Le 21 avril 1951, le Half-Safe a donc atteint l'Europe, le troisième continent depuis son départ.

### Europe
Les Carlin arrivent à Lisbonne le 30 avril. Là, le consulat britannique organise, en partenariat avec l'Automóvel Club de Portugal une exposition, au casino Estoril, pour montrer le Half-Safe. Ils y rencontrent différentes personnalités, comme Juan de Borbón y Battenberg, fils du roi d'Espagne Alphonse XIII, Carol II de Roumanie ou encore Humbert II d'Italie. Ils quittent Estoril le 23 mai et arrivent à Paris une semaine plus tard .
Le Half-Safe est dans un piteux état, couvert de rouille et, même si Ben Carlin a été capable de le réparer durant le trajet, le véhicule a besoin d'une révision complète. Malheureusement, le couple n'a pas les moyens de réaliser une telle entreprise. Le Daily Express, de Londres, propose alors de louer le Half-Safe durant un mois (pour 500 livres sterling) et de monnayer l'histoire des Carlin. Pour des questions éditoriales, le couple ne doit pas arriver en Angleterre avant la fin de l'été, ce qui leur laisse deux mois sur le continent. Ils décident alors de partir vers la Scandinavie. Ils s'arrêtent un temps à Bruxelles où le véhicule est exposé au Bon Marché. Ils profitent des diverses invitations pour dépenser le moins possible. C'est à partir de ce moment qu'Elinore commence à trouver que le voyage s'éternise.
Ils atteignent Hambourg en juillet 1951 où ils reçoivent encore une attention toute particulière. Fin du mois, ils atteignent le Danemark. À la frontière, Ben fait la connaissance de ses premiers beaux-parents, les parents de Gertrude Plath, sa première épouse allemande rencontrée en Chine. Ben ne parle que très peu de cette période de sa vie et même sa propre famille ne connait que peu de détails sur le sujet.

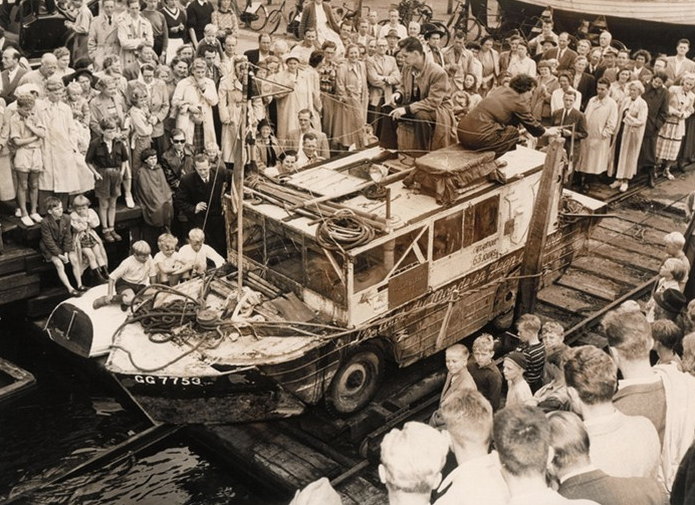
Les Carlin et le Half-Safe accueillis par une foule nombreuse lors de leur arrivée à Copenhague en 1951.

Les Carlin arrivent à Copenhague début août devant une foule importante, dont de nombreux enfants. La presse couvre largement l'évènement et il est estimé, bien que cela soit sans doute grandement exagéré, une foule de 20 000 personnes pour les acclamer dans la ville. Ils ne peuvent cependant pas s'éterniser, étant donné l'accord avec le Daily Express. Le 18 août 1951, ils atteignent Calais et sont prêts pour la traversée de la Manche. Ce départ est néanmoins marqué par deux évènements. Le premier est l'arrestation de Ben Carlin pour ivresse. En moins d'un an, il a été arrêté quatre fois pour ivresse, dans trois pays différents. Si la presse ne le mentionne pas, sans doute par politesse, Elinore commence à s'inquiéter pour leur réputation. Le second évènement est l'annulation du contrat avec le Daily Express. Les Carlin décident tout de même de partir vers l'Angleterre, ce qu'ils font le 24 août. Si la presse n'est pas tendre avec leur apparence, ils sont accueillis avec les honneurs à Londres. Ils participent notamment à l'émission radio In Town Tonight (en) de la BBC.

### Réparation duHalf-Safeen Angleterre
Fatigués, épuisés et à court d'argent, les Carlin décident de rester en Angleterre pour se reposer et récupérer. Un objectif important de leur séjour en Grande-Bretagne est de réparer le Half-Safe, qui a subi de nombreuses avaries pendant les différentes traversées. Elinore Carlin trouve un emploi au bureau londonien de l'US Air Force. Durant ce temps à Londres, l'alcoolisme de Ben Carlin s'aggrave, celui-ci devenant insultant envers sa femme. Ben Carlin finit par déménager à Birmingham. À Madère, il avait rencontré John Hardy, propriétaire de Hardy Spicer (en), une société spécialisée dans la transmission automobile. Il lui avait proposé de s'arrêter dans son usine à Birmingham pour éventuellement réparer le Half Safe. Le véhicule est entièrement désossé et est dans un état déplorable, « la fragile coquille fabriquée en série était réduite à une passoire rouillée » et le salut du couple ne vient que d'un mince film étanche qui l'entourait. Ben Carlin met un an et demi pour réparer le véhicule, sans plan et sans réelle préparation, sachant exactement où il devait aller. Elinore reste à Londres durant tout ce temps. L'idée de repartir à bord du Half-Safe la rend malade et elle ne peut imaginer quitter sa vie nouvelle. Si Ben revient le week-end, il s'agit surtout de soirées alcoolisées et des disputes avec sa femme. La question des enfants est également sur la table et il s'avère que les trompes de Fallope d'Elinore sont bloquées. Ben, qui a subi des examens qui montrent que son sperme est de qualité, en vient à théoriser que l'impossibilité pour Elionore d'être enceinte provient de l'avortement pratiqué lorsqu'ils étaient en Inde, ou celui pratiqué début 1947, juste après son passage à Shanghai, avant qu'elle ne rencontre Ben. Cette théorie est fausse et fin 1953, Elinore reçoit une salpingectomie, mais le succès n'est pas au rendez-vous. De plus, souvent malade, elle finit par souffrir de dépression.
Les réparations du Half-Safe sont finalisées en juin 1953 et Ben revient à Londres. Pendant cette période, Ben Carlin termine également Half Safe : Across the Atlantic by Jeep, un livre relatant la première moitié de leur voyage, qui se vend à 32000 exemplaires et est traduit en cinq langues. Le livre est généralement bien accueilli, un critique de la Montreal Gazette décrit Ben Carlin comme « un aventurier de la vieille école - doté de l'instinct de l'explorateur et d'un esprit pince-sans-rire qui fait de son récit un mélange étrange de grande aventure et d'euphémisme ».

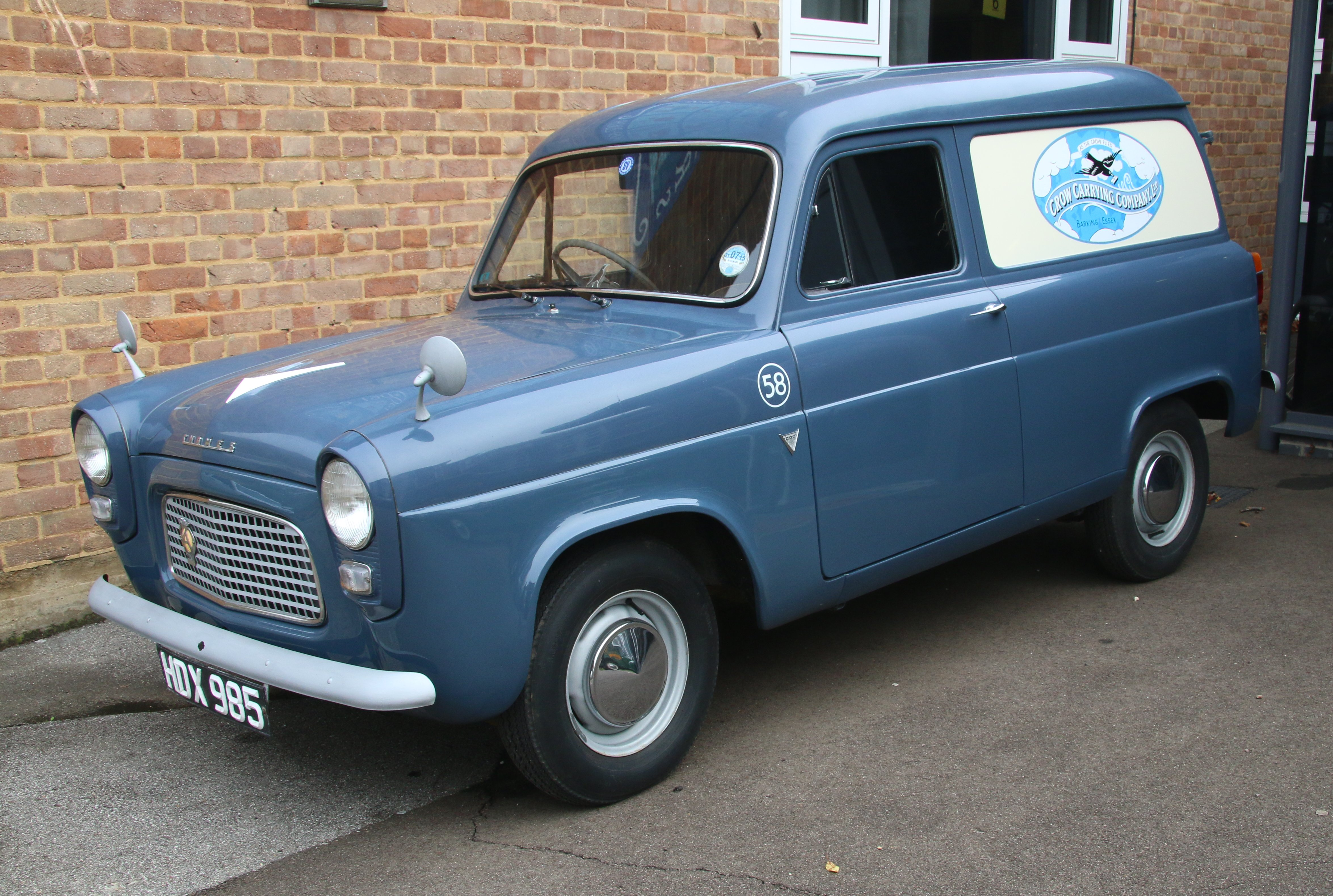
Ford Thames, modèle similaire à celui qui accompagne les Carlin.

Si les Carlin reprennent la route au début de l'année 1955, Elinore n'est pas motivée par ce trajet et leurs voisins londoniens mentionnent que le couple n'est pas heureux. Pour des questions de sécurité et pour transporter du carburant, Ben et Elinore engagent Frank Ringland, un Anglais de 39 ans, et achètent un Ford Thames. Il doit les accompagner jusqu'à Calcutta. Lors du départ, Ben et Elinore se disputent devant la foule, même si celle-ci ne peut les entendre. Elinore finit par descendre du Half-Safe et prend place avec Frank.

### Moyen-Orient
Ils arrivent en France le 22 avril 1955,. Richard Kaplan passe la Manche avec le couple et ne manque pas de faire remarquer que l'ambiance à bord est tendue. Le véhicule traverse la Suisse, l'Italie du Nord et la Yougoslavie où, en mai 1955, on apprend que le Half-Safe a crevé pour la première fois en traversant Belgrade. La situation se dégrade avec Frank, celui-ci buvant énormément et se montrant incapable en mécanique. La situation entre les trois est tendue et aucun ne se parle réellement.
Les Carlin continuent ensuite à travers la Grèce et la Turquie, traversant le Bosphore jusqu'en Asie mineure, avant de traverser la Syrie, la Jordanie, l'Irak, l'Iran et le Pakistan jusqu'à Calcutta, en Inde. Ben Carlin note plus tard : « les 2000 miles à travers l'Atlantique, de la Nouvelle-Écosse aux Açores, étaient à bien des égards beaucoup moins inquiétants qu'une distance similaire parcourue sur des routes meurtrières en Perse ». La traversée entre Damas et Bagdad est terrible, avec des chaleurs intenables dans l'habitacle. Ils finissent, durant la route vers le Pakistan, par ne voyager que la nuit, pour s'épargner de la chaleur et préserver le moteur du Half-Safe. Le véhicule supporte mal le voyage et Ben Carlin passe ses soirées à le réparer et en faire la maintenance, essayant d'aérer le plus possible le moteur. La traversée de l'Iran leur prend bien trop de temps et Ben Carlin finit par prendre de la méthamphétamine pour tenir le coup, roulant nuit et jour pour traverser le Pakistan. Frank quitte le couple lorsqu'ils atteignent Quetta, et s'embarque pour l'Australie. Ben Carlin essaie de diminuer l'importance de Frank Ringland, ce dernier étant très rarement mentionné dans la presse, notamment car sa présence ne concordait pas avec l'idée d'un véhicule unique, traversant seul le monde.

### Boucle par l'Australie
Le Half-Safe atteint finalement Calcutta le 15 juillet 1955. Il y reste pendant deux mois, en pleine saison des pluies. La relation entre Ben et Elinore est de plus en plus tendue. Le couple décide de transporter le véhicule en Australie par bateau à vapeur. Au début de son voyage, Ben Carlin avait déclaré qu'il ne se rendrait pas en Australie ou en Nouvelle-Zélande, car l'essence y est « trop chère ». Cependant, le manque de financement et la promotion de son livre rendent ce voyage nécessaire. Ce voyage permet à Ben Carlin de rencontrer sa famille, qui vit toujours à Perth. Son frère, Tom Carlin, est devenu capitaine dans la Royal Australian Navy et a participé activement aux essais d'armes nucléaires sur les îles Montebello en 1952, dans le cadre de l'opération Hurricane.
Ben et Elinore quittent Calcutta le 19 septembre et arrivent à Freemantle le 9 octobre. La tournée australienne du Half-Safe commence donc en octobre 1955 à Perth, où Ben Carlin a grandi, et comprend une visite de son ancienne école, la Guildford Grammar School. Les Carlin se rendent ensuite à Adélaïde, puis à Melbourne, Sydney et Brisbane. D'un point de vue promotionnel, ce tour en Australie est désastreux, Ben étant austère avec la presse et répondant à peine aux questions. La traversée de l'Atlantique est vue comme un évènement ancien et n'attire plus les foules. La critique n'est pas tendre avec son livre, montrant la limite d'un tel voyage et lui reprochant un style trop descriptif, un « journal intime rédigé de manière racoleuse, dont on peut penser qu'il intéressera surtout les amis de l'auteur ». De plus, le livre HMS Ulysses d'Alistair MacLean, fraichement publié, lui vole la vedette. Ben ne se remet pas en cause, rejetant les erreurs sur les autres. Les Carlin manquent d'argent et les mauvaises ventes du livre n'améliorent pas leur quotidien.

### Extrême-Orient et Asie du Sud-Est
En janvier 1956, le Half-Safe est renvoyé à Calcutta par bateau. Cependant, Elinore, l'épouse de Carlin, abandonne le voyage en Australie, lassée par la longueur du trajet, le tempérament de Ben et le mal de mer permanent qu'elle subit,,.
Avant de partir pour l'Inde, Ben Carlin poste une annonce dans les journaux de Perth, à la recherche d'un accompagnateur. Deux jeunes Australiens se présentent et finalement, Barry Hanley, un jeune homme de 23 ans, est sélectionné. Ben Carlin poursuit son voyage seul, la première étape consistant en un voyage maritime de Calcutta à Akyab, en Birmanie, à travers le golfe du Bengale. Depuis son départ de Montréal, il est pour la première fois seul à bord, naviguant en eaux profondes, prenant de la méthamphétamine pour rester vigilant. Depuis le départ d'Elinore, son hygiène de vie baisse drastiquement, ne se nourrissant que très peu, se droguant et fumant énormément. Endormi dans le Half-Safe, il manque de mourir un soir, se réveillant en sursaut, ne pouvant plus respirer. Si Ben Carlin blâme sa nourriture en boite, une intoxication au monoxyde de carbone est plus que probable. Il arrive finalement à Akyab et y est rejoint, le 2 mars par Barry Hanley.
Les deux hommes traversent la chaîne de l'Arakan jusqu'au fleuve Irrawaddy. Les autorités birmanes leur offrent une assistance militaire, la région étant inhospitalière, avec des bandits et une jungle dangereuse. La traversée du fleuve n'est pas aisée et le véhicule s'enlise dans la boue de nombreuses fois. Après avoir sorti le Half-Safe de la boue, le duo se rend à Rangoun, où il arrive le 11 mars. De Birmanie, le Half-Safe est conduit par voie terrestre jusqu'à Bangkok, en Thaïlande. La route n'est pas le chemin le plus aisé, s'agissant d'une vieille route construite par les Britanniques sur laquelle l'armée Karen de libération nationale rôde. Ben Carlin, ne souhaitant pas perdre du temps par la voie maritime, signe un document pour décharger le gouvernement birman de toute responsabilité en cas de problème. De nombreux officiers indiquent à Ben et Barry ne pas s'engager sur cette voie. Ils sont finalement escortés par des militaires sur cette route presque inexistante, serpentant dans la jungle. Ben Carlin la « décrit jusqu'à la fin de sa vie comme la partie la plus infernale de tout le voyage ». Ils la traversent finalement sans heurts et arrivent à Bangkok le 27 mars. Ils continuent jusqu'à Saigon, sur la côte indochinoise. Pour tenir le coup, Ben Carlin reprend sa consommation de méthamphétamine, augmentant la dose à cause de l'addiction.
À Saigon, soit 8 ans après son départ de Montréal, Ben Carlin choisit la route la plus courte pour arriver à Vancouver et ensuite pour traverser l'Amérique du Nord et rejoindre son point de départ. Ben et Barry quittent donc l'Indochine pour le Japon, en passant par plusieurs ports et îles de la mer de Chine méridionale.

### Vers l'Amérique du Nord
À son arrivée à Hong Kong au début du mois de mai 1956, Ben Carlin est « assailli par des jeunes filles en quête d'autographes », après avoir été retardé dans son voyage par des problèmes de moteur et des vents contraires dans la mer de Chine méridionale. Barry et Ben quittent la région au début du mois de juin et se dirigent vers Kaohsiung, à Taïwan. Ils y sont reçus en grande pompe, notamment par Chiang Wei-kuo, fils adoptif de Tchang Kaï-chek. Ils se rendent ensuite à Keelung, à la pointe nord de Taïwan, et à Okinawa, qui fait partie des îles Ryukyu administrées par les Américains,. Les deux hommes débarquent dans la préfecture de Kagoshima, à l'extrémité sud du Japon, en juillet 1956, et se rendent ensuite à Tokyo par voie terrestre,. La route est tellement dégradée qu'il leur faut plus d'un mois pour y arriver. Il est alors trop tard pour tenter la traversée du Pacifique, en pleine saison des pluies.
Ben Carlin profite de cet arrêt forcé pour effectuer des réparations sur le Half-Safe, en changeant notamment l'arbre d'hélice. Ses finances sont néanmoins au plus bas et il n'arrive pas à vendre les droits de son livre. Finalement, une compagnie pétrolière, la Standard Vacuum Oil Company (en), accepte de lui financer son trajet vers Wakkanai sur l'île d'Hokkaidō et sponsoriser sa traversée du Pacifique. Néanmoins, à la fin de janvier 1957 il reçoit une lettre de Barry Hanley, alors à Hong Kong, lui signalant qu'il arrête l'aventure et qu'il rentre en Australie.
Ben Carlin cherche alors, pour une troisième fois, un nouveau compagnon de voyage. Il publie dans divers journaux, cherchant quelqu'un avec une « patience illimitée ». Un journaliste américain du Japan Times, Boyé Lafayette De Mente, lui propose alors de l'accompagner dans son voyage du Japon à l'Alaska. Les deux hommes partent début mai 1957 , en grande pompe, sous les acclamations des journaux Mainichi shinbun et Yomiuri shinbun, pour la première étape de leur voyage. Durant cette étape vers Wakkanai, les deux hommes s'arrêtent chaque soir, buvant et passant la soirée avec des geishas. Lors de la traversée du détroit de Tsugaru, qui sépare l'île méridionale de Honshū de Hokkaidō, l'embarcation prend l'eau et une panne sèche les contraint à attendre de l'aide d'un local,. Ils entrent en collision avec des rochers submergés près du port de Muroran. Ils atteignent Wakkanai le 23 mai, malgré ce que de Mente décrit plus tard comme l'agressivité et le « caractère irascible » de Ben Carlin pendant le voyage.

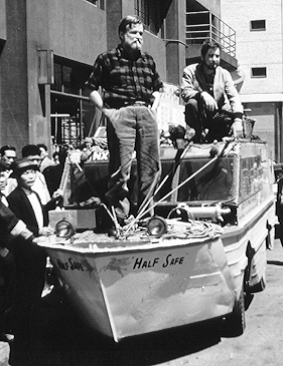
Ben Carlin et son nouveau compagnon de voyage, Boyé Lafayette De Mente, quittent Tokyo en mai 1957.

L'objectif de Ben Carlin est de se rendre directement de Wakkanai à Shemya, une petite île du groupe des îles Near de la chaîne des îles Semichi, qui fait partie des îles Aléoutiennes, au sud-ouest de la partie continentale de l'Alaska. L'embarcation s'engage dans la mer d'Okhotsk le 12 juin 1957 devant une foule de près d'un millier de Japonais. Le Half-Safe transporte suffisamment de carburant pour tenir environ 21 jours et est terriblement chargé, le franc-bord étant réduit à moins de 8 cm contre les quinze centimètres habituels. Si Ben Carlin est à son aise, Boyé est malade durant le voyage, comparant le véhicule à un cercueil. Boyé ne s'entend pas avec Ben, indiquant plus tard qu'il était impossible de lui parler et qu'il répondait toujours de manière hostile. Boyé ne possède de plus qu'une faible expérience maritime, ce qui lui vaut des remarques désagréables de Ben. La traversée est de surcroît difficile, l'essence choisie ayant un indice d'octane trop bas, la combustion n'est pas idéale et le moteur consomme de l'huile. Des fumées toxiques remplissent rapidement la cabine et même si la température descend sous les 5 °C à bord, ils doivent garder les aérations ouvertes. Deux fois durant le trajet, l'hélice se prend dans le filet de chalutiers et Ben Carlin doit plonger dans les eaux glacées pour la libérer.
Durant la traversée, l'United Press International émet un article erroné comme quoi le Half-Safe est en retard à sa destination et qu'aucune nouvelle n'a été reçue de l'embarcation, ce qui entraine la notification de la station de recherche et sauvetage des garde-côtes américains,. Le 7 juillet 1957 les deux hommes aperçoivent Attu, première terre américaine vue par Ben Carlin depuis sept ans. Ils continuent néanmoins et font route vers Shemya où ils arrivent le lendemain,. Si le duo a longé la ville de Petropavlovsk sur la péninsule du Kamtchatka, qui fait alors partie de la république socialiste fédérative soviétique de Russie, ils ne s'y sont pas arrêtés,. De Shemya, Ben Carlin et Boyé Lafayette de Mente naviguent jusqu'à l'île Adak, soit une distance de 560 km, puis de 930 km jusqu'à Cold Bay, puis le long de la chaîne des îles Aléoutiennes jusqu'à la ville continentale de Homer, où ils arrivent à la fin du mois d'août,. Ils terminent alors leur voyage à travers le Pacifique, même si en vérité, en passant par la mer de Chine et en longeant les côtes, le Half-Safe n'a pas véritablement traversé l'océan.

### Fin du voyage
Ben Carlin et Boyé Lafayette de Mente conduisent ensuite le Half-Safe par voie terrestre jusqu'à Anchorage, où de Mente s'envole pour Phoenix. Il écrit ensuite Once a Fool : From Tokyo to Alaska by Amphibious Jeep (Il était une fois un fou : de Tokyo à l'Alaska en Jeep amphibie), un récit détaillé de ses expériences avec Ben Carlin et le Half-Safe. Il devient également un auteur prolifique sur des sujets liés à la Mésoamérique et à l'Asie de l'Est, publiant plus de 100 livres. Il est très critique envers Ben Carlin et le considère comme « la personne la plus têtue » qu'il ait jamais rencontrée et que sans son charme, « le voyage aurait été interrompu bien des années auparavant ».
Sur la route de l'Alaska, en Colombie-Britannique, il rencontre le pont suspendu de la rivière de la Paix qui s'est effondré. Alors que d'autres automobilistes font la queue pour prendre un ferry à proximité, Ben Carlin se contente de conduire le Half-Safe dans la rivière et de passer de l'autre côté,. Il s'agit de la dernière fois que le Half-Safe rencontre l'eau jusqu'à la fin du voyage. Il conduit ensuite seul jusqu'à Vancouver, qu'il atteint début novembre 1957 et puis Seattle, quelques jours après,.
Il descend alors, le long de la côte ouest vers Reno où il expose le Half-Safe dans un casino pour récupérer un peu d'argent. Ayant appris que sa première femme, Gertrude, y vit, il la rencontre et puis poursuit sa route vers San Francisco. Il arrive dans la ville californienne le 19 novembre. De manière assez ironique après tant de péripéties, il sort de la route, ayant trop bu, mais heureusement un pylône téléphonique empêche le Half-Safe de se retourner. S'il essaye de vendre son histoire à Hollywood, c'est un échec et il repart à travers les États-Unis, vers le nord du Canada. Il passe par le quartier général de Ford (en) dans le Michigan, à quelques kilomètres de l'endroit où le Half-Safe a été construit, espérant être accueilli en héros, mais est à peine reçu cordialement. Il arrive à Toronto le 10 mai 1958 et, trois jours plus tard, à Montréal, achevant ainsi son voyage de dix ans dans une globale indifférence,. Lui et le Half-Safe ont parcouru 17 780 kilomètres par mer et 62 744 kilomètres par terre en dix ans, traversant 38 pays et deux océans, pour un coût total d'environ 35 000 dollars,.

## Fin de vie
Après la fin du voyage, le Half-Safe reste aux États-Unis et Ben Carlin essaye de vendre son histoire sans succès. Pendant un temps, il s'installe comme chauffeur de taxi à Washington, avant d'être engagé par l'académie nationale des sciences puis la revue scientifique Science, où il résume les articles scientifiques. Dans les années 1960, il traverse le pays, se produisant dans le cadre de conférences. En avril 1962 il réchappe à un grave accident, à San Francisco, sur le Golden Gate, après une soirée arrosée. Le conducteur, un jeune doctorant, s'endort au volant, la voiture heurte un pilier en béton et se retourne. Si Ben Carlin s'en sort avec un fémur cassé, une mâchoire fracturée, des lacérations au visage et des contusions, George Cresswell, le conducteur, reste dans le coma durant de longs mois et ne récupère jamais complètement.
En mars 1963, de passage à Toronto, il retrouve Cynthia Scott, la fille d'un couple que lui et Elinore avaient rencontré à Madère. La jeune fille est alors âgée de 20 ans et Ben Carlin de 50 ans. Malgré la différence d'âge, ils se marient le 1er juin 1963. L'union ne se passe pas bien et Ben Carlin bat sa femme, notamment à cause de son passé,. Enceinte, elle fuit son mari et ce dernier nie être le père du futur enfant, indiquant que sa femme était déjà enceinte lors du mariage pour la discréditer. Elle donne naissance, le 21 mars 1964 à une fille, Deirdre Scott Carlin,. Ben demande alors le divorce et Cynthia obtient la garde totale de sa fille. La mère et sa fille s’enfuient et durant quatre ans, Ben Carlin reste sans nouvelles, avant un appel téléphonique en 1969, qui lui apprend que Cynthia a tenté de se suicider. Si Ben Carlin essaye de récupérer la garde de sa fille, cette dernière finit par vivre avec ses grands-parents, d'abord à Madère puis à Londres.
Ben Carlin continue alors sa vie à Washington, où il vit des loyers d'un petit immeuble qu'il a transformé et rénové. En 1972, sa sœur meurt et il hérite de l'usufruit de sa maison. Il déménage alors l'année suivante à Perth. Dans le même temps, Ben Carlin souhaite restaurer le Half-Safe et le vendre. George Calimer, un ami de Ben, achète la moitié du véhicule et signe un document stipulant que le véhicule ne doit pas être exposé aux intempéries ou aux vandales, ne pas aller dans l'eau et conduit uniquement pour des exhibitions ou des démonstrations pour le vendre. Le contrat n'est pas rempli : le véhicule est utilisé abusivement et finit, à la fin des années 1970, dans un garage, couvert de poussières et de détritus.
À Perth, Ben Carlin travaille dans une usine de châssis de fenêtre. Il souffre alors d'alcoolisme et, en octobre 1975, est victime d'un premier accident vasculaire cérébral (AVC), le laissant paralysé du côté gauche. Un second suit à l'hôpital, le privant de l'usage de sa main droite pour écrire. S'il récupère lentement, en 1976, un troisième AVC le prive de l'usage de son côté droit, à l'âge de 64 ans.
En 1977, il s'embarque une dernière fois vers les États-Unis et des amis s'engagent à faire publier son deuxième livre sur son voyage, après d'innombrables retouches d'éditeurs. Début 1980, son état s'aggrave et il ne peut plus parler ou marcher. Ben Carlin meurt à Perth le 7 mars 1981 et est incinéré au cimetière Karrakatta,. Sa première épouse, Gertrude, meurt le 17 mai 1997. Elinore, sa seconde épouse, qui a accompli la première moitié de son voyage à ses côtés, meurt d'emphysème le 22 janvier 1996 à New York,. Cynthia, sa troisième épouse, meurt le 6 août 1986, alors seulement âgée de 44 ans.

## Le Half-Safe exposé

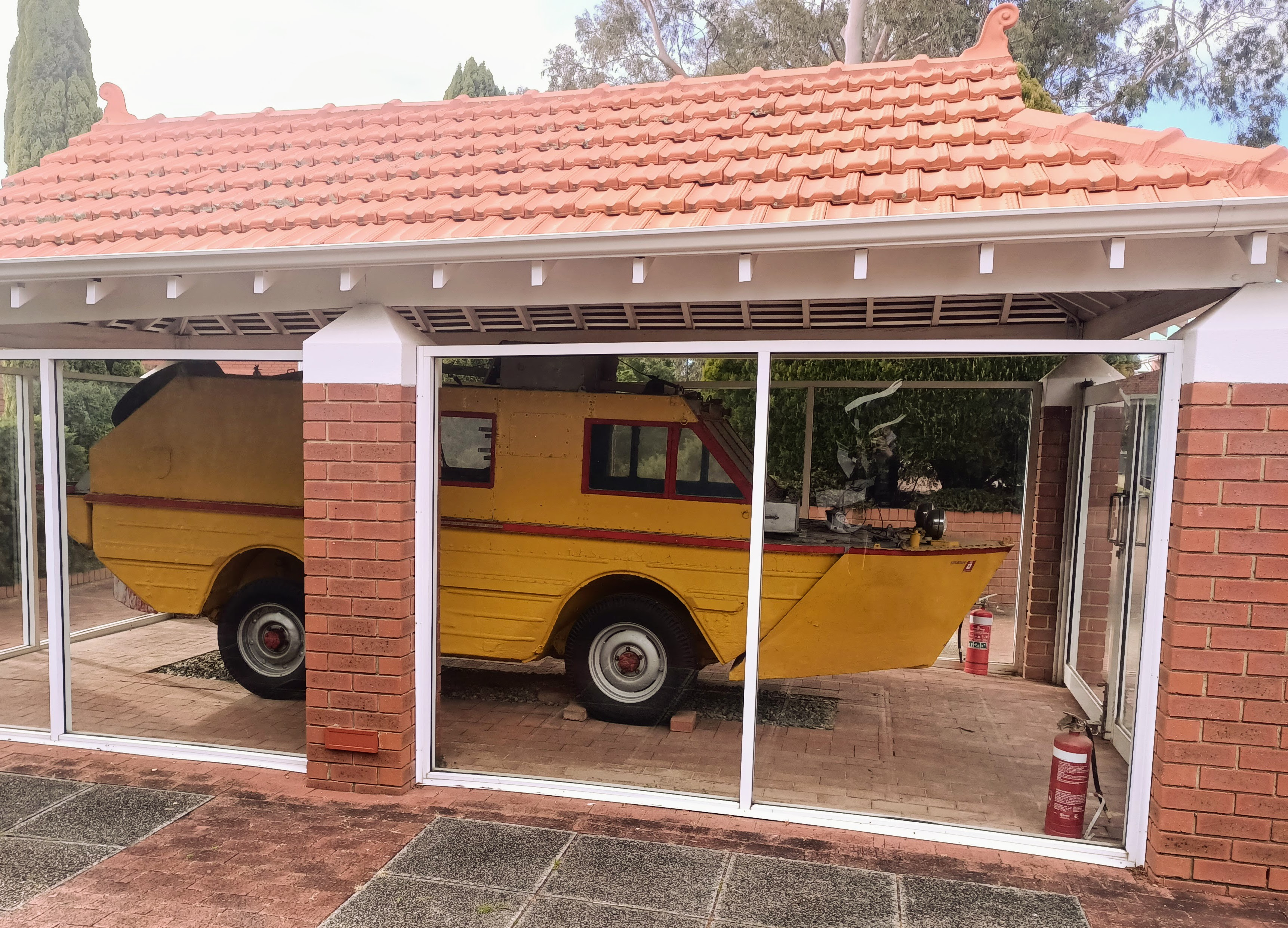
Le Half Safe exposé à la Guildford Grammar School en août 2020.

Ben Carlin lègue ses parts de Half-Safe à son ancienne école, la Guildford Grammar School, ainsi qu'une importante dotation destinée à financer une bourse d'études. Il avait auparavant offert l'embarcation au Western Australian Maritime Museum, qui a décliné l'offre en raison d'un manque d'espace d'exposition. La Guildford Grammar School Foundation achète ensuite l'autre part du véhicule et le transfère sur le campus de l'école à Guildford, en Australie-Occidentale. En 1989, le deuxième volet des aventures de Ben Carlin est finalement publié, sous le nom de The Other Half of Half-Safe: Around the World by Amphibious Jeep : from Montreal Across the Atlantic, Europe, Asia, Australia, Japan and the Pacific to Canada and Back to Montreal par la Guildford Grammar School. La fille de Ben, Deirdre, ayant découvert après la mort de son père toute son histoire, a relu et préparé le manuscrit avec David Malcolm, ancien de l'école et futur juge en chef de l'Australie-Occidentale,.
En 1999, l'embarcation est transportée par camion à travers l'Australie jusqu'à Corowa, en Nouvelle-Galles du Sud, où elle est présentée lors d'une célébration annuelle sur le Murray, avec 16 autres véhicules amphibies de la Seconde Guerre mondiale. Le Half-Safe est actuellement exposé dans une enceinte en verre spécialement conçue à cet effet sur le campus principal de l'école. L'argent provenant de la succession de Ben Carlin est utilisé pour fonder la bourse Charlotte Carlin (nommée en l'honneur de sa mère), décernée pour « la maîtrise de la langue anglaise et l'absence de clichés ».
En 1999, l'acteur australien Heath Ledger et son frère Kim, ayant tous deux grandi à Perth et scolarisé à la Guildford Grammar School, souhaitent adapter l'aventure de Ben Carlin au cinéma. Si le projet n'aboutit pas, l'idée était d'en faire une comédie avec un acteur connu dans le rôle de Ben, par exemple Jim Carrey.
Si on peut s'étonner du faible nombre de photos du voyage, Ben Carlin est un mauvais photographe, ne rendant que des négatifs flous ou avec une mauvaise composition. De plus, pour la traversée de l'Atlantique, le couple n'a pas l'argent pour acheter des films.

## Publications
- (en) Benjamin Carlin, Half-Safe; Across the Atlantic in an Amphibious Jeep, Morrow, 1955 (lire en ligne)
- (en) Ben Carlin, The Other Half of Half-Safe : Around the World by Amphibious Jeep : from Montreal Across the Atlantic, Europe, Asia, Australia, Japan and the Pacific to Canada and Back to Montreal, Guildford Grammar School Foundation, 1989, 400 p. (ISBN 978-0-9598731-1-5, lire en ligne)